# کورت‌پیناری (جیحان)
کورت‌پیناری (به ترکی استانبولی: Kurtpınarı) یک منطقهٔ مسکونی در ترکیه است که در جیحان واقع شده‌است.